# A27 (Griekenland)
De A27 is een autosnelweg in Griekenland. De autosnelweg verbindt Kozani met Niki. De snelweg ligt in de periferie West-Macedonië.